# Mosteiro de Palme
O Mosteiro de São Salvador situa-se a cerca de 12 km de Barcelos (Portugal), na localidade de Aldreu, a sul do Rio Neiva. Desconhecendo-se a data da sua fundação, existem referências a este Mosteiro já no ano de 1025, foi encerrado devido à extinção das ordens religiosas decretada em 1834. Beneditino, tendo passado para a Família Moniz, pelas mãos de S.E. o Senhor Bispo D. António Bernardo Moniz e de seu irmão, o General e Barão de Palme, José Maria da Fonseca Moniz. 
De origem e construção românica (origem e primeiro período), conserva-se a capela-mor da sua igreja gótica (século XIV - segundo período) e os claustros, tendo a fachada sido alterada no século XIX.